# Johnny McKinnon
John Douglas „Johnny“ McKinnon junior (* 15. Juli 1902 in Guysborough, Nova Scotia; † 8. Februar 1969 nahe Oak Park, Illinois, USA) war ein kanadischer Eishockeyspieler, der während seiner aktiven Karriere zwischen 1923 und 1939 unter anderem 210 Spiele für die Canadiens de Montréal, Pittsburgh Pirates und Philadelphia Quakers in der National Hockey League auf der Position des Verteidigers bestritten hat.

## Karriere
McKinnon trat erstmals 1923 in Erscheinung, als er in der United States Amateur Hockey Association für die Cleveland Indians und Fort Pitt Panthers auflief. Vor der Saison 1925/26 wechselte der Verteidiger dann ins Profilager und unterzeichnete einen Vertrag bei den Canadiens de Montréal aus der National Hockey League. Mit Ausnahme von zwei Einsätzen für die Canadiens kam er im Saisonverlauf hauptsächlich für die Minneapolis Millers in der Amateurliga Central Hockey League zum Einsatz.
Vor der Spielzeit 1926/27 wurde McKinnon gegen einen Geldbetrag zu den Pittsburgh Pirates transferiert, wo der offensivstarke Verteidiger mit 13 Toren einer der wenigen Lichtblicke im Kader der Pirates war. Erst nach zwei schwächeren Jahren im Kader der Pirates konnte der Verteidiger mit 17 Scorerpunkten, darunter zehn Tore, wieder an die Leistung aus seiner Rookiesaison anknüpfen. Zur Saison 1930/31 wurde das Franchise der Pittsburgh Pirates umgesiedelt und spielte als Philadelphia Quakers in der NHL.
Nach der Spielzeit verließ McKinnon die Quakers und auch die NHL. Er wechselte für zwei Jahre zu den Kansas City Pla-Mors in die American Hockey Association, wo er in den folgenden Jahren bis 1938 auch für die Oklahoma City Warriors und St. Louis Flyers spielte. In der Saison 1938/39 arbeitete er nach dem Ende seiner aktiven Karriere als Trainer der St. Louis Flyers.
McKinnon starb am 8. Februar 1969 nahe Oak Park im US-Bundesstaat Illinois bei einem Verkehrsunfall.